# 李昂軒
李昂軒Anson（1984年07月21日—），台灣職業魔術師，出生於台北，國立台北大學 統計學系畢業，國立政治大學 統計研究所畢業。因為深愛魔術而決定放棄高學歷走上職業魔術師的道路，曾榮獲杭州魔術大賽冠軍。2010年獲得魔術城堡特別獎，而受邀至美國好萊塢魔術城堡演出。2012年於FISM魔術大會獲得第四名的佳績，專長為出牌。

## 電視經歷
- 2013年 法國2台《Le Plus Grand Cabaret Du Monde》嘉賓演出
- 2013年 央視《我要上春晚》嘉賓演出
- 2012年 中視《達人總動員》嘉賓演出